# Замошица (Псковская область)
Замошица — опустевшая деревня в Себежском районе Псковской области России. Входит в состав городского поселения Идрица.

## География
Находится на юго региона и района, в лесной болотистой местности у озера Кобылино. Примерно в 1 км находится государственная граница с Республикой Беларусь.
Уличная сеть не развита.

## История
В 1802—1924 годах земли поселения входили в Себежский уезд Витебской губернии.
В 1941—1944 гг. местность находилась под фашистской оккупацией войсками Гитлеровской Германии. В боях под Замошицей отличился офицер Яков Лиханин. Из наградного листа на представление ко второму ордену Красной Звезды: «Во время боя за деревню Замошица вёл роту в атаку и лично уничтожил семь фашистов. Неоднократно ходил в разведку, атаковывал блиндажи противника, под д. Лужи Калининской области уничтожил три огневых точки».
До 1995 года деревня входила в Чайкинский сельсовет. Постановлением Псковского областного Собрания депутатов от 26 января 1995 года все сельсоветы в Псковской области были переименованы в волости и деревня стала частью Чайкинской волости.
Согласно Закону Псковской области от 28 февраля 2005 года Чайкинская волость была упразднена и деревня Замошица вошла в состав образованного муниципального образования «Бояриновская волость».
В 2015 году Бояриновская волость, вместе с населёнными пунктами, была влита в состав городского поселения Идрица.

## Население
| 2001 | 2002 | 2010 |
| ---- | ---- | ---- |
| 0    | →0   | →0   |

## Инфраструктура
Были личные подворья.

## Транспорт
Деревня находится в труднодоступной местности.